# Seye (Aveyron)
Die Seye ist ein kleiner Fluss im Süden von Frankreich, der im Département Tarn-et-Garonne der Region Okzitanien nordöstlich der Stadt Montauban verläuft.

## Geografie

### Verlauf
Die Seye entspringt im nördlichen Gemeindegebiet von Parisot, entwässert generell Richtung Südsüdwest und mündet nach rund 19 Kilometern im Gemeindegebiet von Varen als rechter Nebenfluss in den Aveyron. Im Oberlauf quert der Fluss den See Lac de Parisot mit seinem Freizeitzentrum.

### Orte am Fluss
(Reihenfolge in Fließrichtung)
- Ventaujols, Gemeinde Parisot
- Parisot
- Labrol, Gemeinde Parisot
- Cornusson, Gemeinde Parisot
- Molignier, Gemeinde Caylus
- Ginals
- Verfeil
- Arnac, Gemeinde Varen

## Sehenswürdigkeiten
- Château de Labro, Schloss um Flussufer mit Ursprüngen aus dem 14. Jahrhundert in der Gemeinde Parisot – Monument historique[4]
- Château de Cornusson, Schloss um Flussufer aus dem 16. Jahrhundert in der Gemeinde Parisot – Monument historique[5]
- Kloster Beaulieu-en-Rouergue, Abtei am Flussufer aus dem 13. Jahrhundert bei Ginals – Monument historique[6]